# اولاد معرف
اولاد معرف (به عربی: أولاد معرف) یک شهرداری در الجزایر است که در استان مدیه واقع شده‌است. اولاد معرف ۹٬۴۱۵ نفر جمعیت دارد.